# Ulica Letnia w Warszawie
Ulica Letnia – ulica w warszawskiej dzielnicy Praga-Północ.

## Opis
Ulica została przeprowadzona w 1861 jako jedna z ulic Nowej Pragi. Pierwotnie nosiła nazwę Grodzka i biegła po zachodniej stronie obecnej ul. 11 Listopada. W 1875 ta część Nowej Pragi w 1875 została jednak przejęta przez rosyjski Zarząd Warszawskiego Okręgu Wojskowego. Likwidując ulicę w jej dawnym biegu jednocześnie przedłużono ją w kierunku wschodnim, do obecnej ul. Szwedzkiej, oraz przeprowadzono od strony północnej dwie przecznice: ul. Sokolą (później Żerańską, a współcześnie Lęborską) i ul. Stolarską.
W 1891 ulica wraz z Nową Pragą została przyłączona do Warszawy w związku z czym zmieniono jej nazwę na Letnia, gdyż w śródmieściu istniała już ulica Grodzka.
Pod koniec XIX wieku przy ulicy przeważała niska zabudowa drewniana. Na początku XX wieku na działce między ulicami Stolarską, Letnią i Szwedzką wzniesiono zespół Warszawskiej Piekarni Mechanicznej. Przed 1939 przy ulicy działała m.in. niewielka odlewnia metali Maksymiliana Bogusławskiego.
Zabudowa ulicy przetrwała II wojnę światową, jednak przedwojenne budynki, poza zespołem piekarni, w kolejnych latach zostały rozebrane. W czasie remontu ulicy w 2005 na całej jej długości zachowano jednak − co stanowi rzadkość w Warszawie − oryginalny bruk z kamienia polnego (tzw. kocie łby), pochodzący prawdopodobnie z przełomu XIX i XX wieku. W 2017 roku historyczna nawierzchnia ulicy została ujęta w gminnej ewidencji zabytków.

## Ważniejsze obiekty
- Warszawska Piekarnia Mechaniczna